# Алекс Морено
Алекс Морено (ісп. Álex Moreno, нар. 8 червня 1993, Сан-Садурні-д'Аноя) — іспанський футболіст, захисник, фланговий півзахисник англійського клубу «Астон Вілла». На умовах оренди грає за «Ноттінгем Форест».

## Ігрова кар'єра
Народився 8 червня 1993 року в місті Сан-Садурні-д'Аноя. Вихованець юнацької команди клубу «Вілафранка», а 2011 року перейшов до системи підготовки «Барселони».
Постійну ігрову практику на дорослому рівні почав отримувати у команді «Льягостера» в Сегунді Б.
Згодом в сезоні 2013/14 грав за друголігову «Мальорку», після чого був запрошений до вищолігового «Райо Вальєкано». У цій команді протягом року був здебільшого гравцем резерву, після чого на умовах оренди на один сезон перейшов до «Ельче».
2016 року повернувся з оренди до «Райо Вальєкано», який на той час вже грав у Сегунді. В сезоні 2017/18 допоміг команді підвищитися в класі до Ла-Ліги. Утім вже сезон 2018/19 завершився для «Райо» вибуттям до Сегунди.
Морено ж продовжив грати в елітному дивізіоні, уклавши в серпні 2019 року п'ятирічний контракт з клубом «Реал Бетіс».
11 січня 2023 року перебрався до англійської Прем'єр-ліги, уклавши контракт на три з половиною роки з «Астон Віллою».

## Титули і досягнення
- Володар Кубка Іспанії (1):

«Реал Бетіс»: 2022